# Masacre de Camilla
La masacre de Camilla tuvo lugar en Camilla, Georgia, el sábado 19 de septiembre de 1868. A los afroamericanos se les había otorgado el derecho a voto en la constitución estatal de Georgia de 1868, que se había aprobado en abril, y en los meses siguientes, los blancos de todo el estado llevaron a cabo actos violentos para combatir la recién adquirida fuerza política de los negros, a menudo a través del recién fundado Ku Klux Klan. Los agentes de la Oficina de Libertos de Georgia registraron 336 asesinatos y agresiones con intención letal contra libertos negros desde el 1 de enero hasta el 15 de noviembre.
La masacre tuvo lugar después de la expulsión de los 33 miembros negros originales de la Asamblea General de Georgia a principios de septiembre. Entre los expulsados estaba el representante del suroeste de Georgia, Philip Joiner. El 19 de septiembre, Joiner encabezó una marcha de veinticinco millas en la que participaron varios cientos de negros (libertos), así como algunos blancos, desde Albany, Georgia, a Camilla, la sede del condado de Mitchell, para asistir a un mitin político republicano en la plaza del palacio de justicia. Las estimaciones del número de participantes varían entre los 150 y 300.
El sheriff local y el "comité de ciudadanos" de la ciudad, la cual era de mayoría blanca, advirtieron a los activistas que serían recibidos con violencia y exigieron que entregaran sus armas, a pesar de que portar armas era legal y habitual en ese entonces. Los manifestantes se negaron a entregar sus armas y continuaron su marcha hasta la plaza del juzgado, donde un grupo de blancos de la zona, rápidamente designados por el sheriff, dispararon contra ellos. Esta agresión obligó a los republicanos y libertos a retirarse a los pantanos mientras eran perseguidos por los lugareños, matando aproximadamente entre nueve y quince de los participantes negros de la manifestación e hiriendo a otros cuarenta. Los blancos recorrieron el campo durante las dos semanas siguientes, golpeando y advirtiendo a los negros que serían asesinados si intentaban votar en las próximas elecciones. La Masacre de Camilla fue la culminación de constantes actos violentos de menor magnitud contra la población negra cometidos por habitantes blancos que habían asolado el suroeste de Georgia desde el final de la Guerra Civil.: 1–2 
La masacre recibió publicidad nacional, impulsó al Congreso a volver a ocupar Georgia militarmente y fue un factor en las elecciones presidenciales de Estados Unidos de 1868.
La Masacre de Camilla fue parte del pasado oculto del suroeste de Georgia hasta 1998, cuando los habitantes de Camilla reconocieron públicamente la masacre por primera vez y conmemoraron a las víctimas de esta.